# Mami Shinkai
Mami Shinkai (jap. 新海 真美, Shinkai Mami; * 7. Juni 1985) ist eine japanische Ringerin. Sie wurde 2008 in Tokio Vize-Weltmeisterin in der Gewichtsklasse bis 67 kg Körpergewicht.

## Werdegang
Mami Shinkai begann an einer Oberschule im Alter von 15 Jahren mit dem Ringen. Zwischenzeitlich ist sie Studentin an der Chūkyō-Universität. Dort ist sie Mitglied der Frauenmannschaft im Ringen. Seit sie der japanischen Frauennationalmannschaft im Ringen angehört, ist Kazuhito Sakae der für sie verantwortliche Trainer. Mami Shinkai ist nur 1,58 Meter groß und ringt als Erwachsene meist in der Gewichtsklasse bis 67 kg Körpergewicht. Sie ist mehrfache japanische Meisterin in dieser Gewichtsklasse.
Ihr Debüt auf der internationalen Ringermatte gab Mami Shinkai bei der Junioren-Weltmeisterschaft 2003 in Istanbul. Dort startete sie in der Gewichtsklasse bis 72 kg, kam aber über den 11. Platz nicht hinaus. Sie kam dann erst wieder bei der Asien-Meisterschaft der Junioren 2005 in Jeju/Südkorea zum Einsatz. Dort gewann sie in der Gewichtsklasse bis 67 kg den Titel vor Ma Yanchun aus China und Otschirbatyn Nasanburmaa aus der Mongolei. Kurz danach wurde sie in Vilnius in der gleichen Gewichtsklasse auch Junioren-Weltmeisterin. Im Finale bezwang sie dabei Heather Martin aus den Vereinigten Staaten. Im gleichen Jahr wurde sie auch noch Siegerin bei der Universitäten-Weltmeisterschaft in Izmir, wo sie Hatun Muhcu, Türkei und Stefanie Howourn aus Kanada auf die Plätze verwies.
Bei der Universitäten-Weltmeisterschaft 2006 in Ulaanbaatar unterlag sie im Finale der Gewichtsklasse bis 67 kg gegen Gelegdschamtsyn Narantschimeg aus der Mongolei und belegte deshalb den 2. Platz. Bei weiteren internationalen Meisterschaften wurde sie 2006 nicht eingesetzt.
2007 belegte Mami Shinkai bei der Asien-Meisterschaft in Bischkek hinter Chen Meng aus China und Darja Karpenka aus Kasachstan den 3. Platz und 2008 wurde sie in Jeju erstmals asiatische Meisterin in der Gewichtsklasse bis 67 kg vor Otschirbatyn Nasanburmaa und Darja Karpenka. Im gleichen Jahr stieß sie bei der Weltmeisterschaft 2008 in Tokio nach Siegen über Stefanie Maierhofer aus Österreich, Julija Bartnowskaja, Russland und Otschirbatyn Nasanburmaa in den Endkampf vor, in dem sie allerdings gegen Martine Dugrenier  aus Kanada nach Punkten verlor. Sie wurde damit Vize-Weltmeisterin. Eine Teilnahme an den Olympischen Spielen 2008 in Peking war für Mami Shinkai nicht möglich, da die Gewichtsklasse bis 67 kg Körpergewicht nicht olympisch ist.
2009 wurde Mami Shinkai bei der japanischen Meisterschaft in der Gewichtsklasse bis 67 kg von Yoshiko Inoue geschlagen. Sie kam deshalb in diesem Jahr zu keinem Einsatz bei einer internationalen Meisterschaft. 2010 vertrat sie aber Japan wieder bei der Weltmeisterschaft in Moskau. Sie verlor dort in ihrem zweiten Kampf gegen Martine Dugrenier, schlug dann in der Trostrunde Maja Gunvor Erlandsen aus Norwegen, verlor aber den Kampf um eine WM-Bronzemedaille gegen Ifeoma Iheanacho aus Nigeria. Sie belegte damit den 5. Platz.
2011 verlor Mami Shinkai in der japanischen WM-Ausscheidung in der Gewichtsklasse bis 67 kg im Halbfinale gegen Hiroe Suzuki. Im Laufe des Jahres 2011 wechselte sie dann in die olympische Gewichtsklasse bis 72 kg Körpergewicht. Im Dezember 2011 wurde sie aber in dieser Gewichtsklasse bei der japanischen Meisterschaft im Endkampf von Kyoko Hamaguchi, der früheren fünffachen Weltmeisterin, besiegt. Die Olympischen Spiele 2012 in London sind deshalb für sie in weite Ferne gerückt. Sie wurde aber im Februar 2012 bei den Asien-Meisterschaften in Gumi/Südkorea eingesetzt und gewann dort hinter Güzäl Mänürowa, Kasachstan und Badrachyn Odontschimeg aus der Mongolei eine Bronzemedaille.

## International Erfolge
| Jahr | Platz | Wettbewerb                                        | Gewichtsklasse | Ergebnisse |
| 2003 | 11.   | Junioren-WM in Istanbul                           | bis 72 kg      | nach Sieg über Darja Ibragimowa, Ukraine und Niederlagen gegen Li Yanfang, China und Alma Izquierdo, Mexiko                                                                                         |
| 2005 | 1.    | Junioren-Meisterschaft von Asien in Jeju/Südkorea | bis 67 kg      | vor Ma Yanchun, China und Otschirbatyn Burmaa, Mongolei |
| 2005 | 1.    | Junioren-WM in Vilnius                            | bis 67 kg      | nach Siegen über Rachelle Pinet, Kanada, Irina Zyrkewitsch, Belarus, Sandra Staehl, Schweden und Heather Martin, USA                                                                                |
| 2005 | 1.    | Universitäten-WM in Izmir                         | bis 67 kg      | vor Hatun Muhcu, Türkei, Stefanie Howourn, Kanada und Natalja Kysina, Russland |
| 2006 | 4.    | Welt-Cup in Nagoya                                | bis 67 kg      | hinter Ring Rui Xue, China, Jelena Perepelkina, Russland und Cathrine Downing, Kanada |
| 2006 | 2.    | Universitäten-WM in Ulaanbaatar                   | bis 67 kg      | hinter Gelegdschamtsyn Narantschimeg, Mongolei, vor Ya Ting-Lin, Taiwan und Martine Dugrenier, Kanada                                                                                               |
| 2007 | 7.    | Welt-Cup in Krasnojarsk                           | bis 72 kg      | Siegerin: Güzäl Mänürowa, Russland vor Anita Schätzle, Deutschland |
| 2007 | 3.    | Asien-Meisterschaften in Bischkek                 | bis 67 kg      | hinter Chen Meng, China und Darja Karpenka, Kasachstan |
| 2008 | 1.    | Asien-Meisterschaften in Jeju                     | bis 67 kg      | vor Otschirbatyn Nasanburmaa, Mongolei und Darja Karpenka |
| 2008 | 2.    | WM in Tokio                                       | bis 67 kg      | nach Siegen über Stefanie Maierhofer, Österreich, Julija Bartnowskaja, Russland und Otschirbatyn Nasanburmaa und einer Niederlage gegen Martine Dugrenier                                           |
| 2008 | 1.    | New-York-Athletic-Club-Intern.                    | bis 67 kg      | vor Megan Buydens, Kanada und Stacie Anaka, USA |
| 2009 | 1.    | Austrian-Lady-Open in Götzis                      | bis 72 kg      | vor Jenny Fransson, Schweden, Swetlana Sajenko, Ukraine und Asuka Sano, Japan |
| 2009 | 8.    | Golden-Grand-Prix in Baku                         | bis 72 kg      | Siegerin: Stanka Slatewa, Bulgarien vor Jenny Fransson |
| 2009 | 5.    | Golden-Grand-Prix in Krasnojarsk                  | bis 67 kg      | hinter Kateryna Burmistrowa, Ukraine, Badrachyn Odontschimeg, Bandsragtschiin Ojuunsüren, beide Mongolei und Jelena Schalygina, Kasachstan                                                          |
| 2010 | 4.    | Welt-Cup in Nagoya                                | bis 67 kg      | hinter Alla Tscherkassowa, Ukraine, Badrachyn Odontschimeg und Qin Xiaoqing, China |
| 2010 | 2.    | Golden-Grand-Prix in Baku                         | bis 67 kg      | hinter Jelena Schalygina, vor Kateryna Burmistrowa und Julija Bartnowskaja |
| 2010 | 5.    | WM in Moskau                                      | bis 67 kg      | nach einem Sieg über Y. Morales Garcia, Puerto Rico, einer Niederlage gegen Martine Dugrenier, einem Sieg über Maja Gunvor Erlandsen, Norwegen und einer Niederlage gegen Ifeoma Iheanacho, Nigeria |
| 2012 | 5.    | Mongolian-Open in Ulan-Bator                      | bis 72 kg      | hinter Natalja Worobjewa, Russland, Otschirbatyn Burmaa, Stephany Lee, USA und Badrachyn Odontschimeg                                                                                               |
| 2012 | 3.    | Asien-Meisterschaft in Gumi/Südkorea              | bis 72 kg      | hinter Güzäl Mänürowa, Kasachstan und Badrachyn Odontschimeg, gemeinsam mit Hong Yan, China |

## Erläuterungen
- alle Wettbewerbe im freien Stil
- WM = Weltmeisterschaft